# 小川紘司
小川 紘司（おがわ ひろし、1990年9月8日 - ）は、日本の俳優。ライジングプロダクション所属。東京都出身。身長175cm。

## 出演

### 映画
- TERROR OF HOUSE - 前田圭介役（2015年8月29日、角田裕秋監督）[1][2][3][4]
- シン・ゴジラ（2016年7月29日、庵野秀明総監督、樋口真嗣監督）[5][6]
- いずれあなたが知る話（2022年公開予定）米谷ケイ 役[7]

### テレビ
- イタズラなKiss〜Love in TOKYO　第4話（2013年4月19日、フジテレビCS）
- 学校のカイダン（2015年、日本テレビ）
- アイ'ム ホーム　第3話 （2015年4月30日、テレビ朝日）
- でぶせん　第6話（2016年10月1日、Hulu）
- SUPER RICH 第4話（2021年11月4日、フジテレビ）
- 緊急取調室 新春ドラマスペシャル「特別招集 2022 8億円のお年玉」（2022年1月3日、テレビ朝日） - 村本信吾 役
- 新空港占拠 第3話 - 第5話・最終話（2024年1月13日 - 2024年3月17日、日本テレビ） - 会津拓郎 役

### 舞台
- 欲の熊鷹、股裂くる（2009年11月30日-12月5日、東京俳優市場公演）
- Romeo×Juliet（2010年6月17日-20日、Be Withプロデュース公演）
- 劇団VitamineX 〜Legend of Vitamin〜』（2010年9月26日-10月4日、劇団VitaminX公演)[8]
- PRIDE（2011年）
- オサエロ（2012年）
- 友よ!2012（2012年）
- 紙芝居（2012年11月23日-12月2日、新宿梁山泊公演）[9]
- ロミオとジュリエット（2013年2月16日-2月24日、新宿梁山泊公演）[10]
- 冬眠する熊に添い寝してごらん（2014年01月9日-2月1日、Bunkamura25周年記念公演）
- 帰って来た蛍〜蒼空の神々〜（2014年6月26日-7月6日、カートプロモーション公演）[11][12]
- 帰って来た蛍〜未来への伝言〜（2015年6月11日-6月17日、カートプロモーション公演）[13]
- 不知森の神石〜アル・カポネに出逢ったら〜（2015年10月8日-10月12日、メディア・ワークス プロデュース公演）[14][15]

•タロー20周年目記念舞台　『お笑い家族』
(2020年2月12日-2月16日、officeOTN主催公演)

### その他
- DVD　ミテルだけ for Lady（2009年）[16]
- 携帯ドラマ　「最恐ダーリン」（2009年）